# 马宁 (少将)
马宁（1922年—2010年12月3日），原名马瑞平，曾用马志忠一名，河南沁阳人，中国人民解放军空军少将。中国人民政治协商会议第一届全体会议候补代表，中国共产党第十届中央委员会委员，第四届全国人民代表大会代表。

## 生平
1935年1月，由教师周瑞麒介绍加入中国共产主义青年团。1938年4月加入中国共产党，为了表达对马克思列宁主义的忠贞不渝，他改名马宁。同年5月参加八路军，在晋南干部学校任政治干事。1940年任129师11旅作战参谋，参加了百团大战。1941年起，先后任太行军区第一和第七军分区司令部作战训练股股长，第四军分区作战教育股股长。
第二次国共内战中，任晋冀鲁豫野战军6纵46团参谋、参谋长、50团副团长。马宁作战勇敢、身先士卒，在战争头16个月就负伤四次，其中两次重伤。挺进大别山后，在1947年12月的一次遭遇战中，马宁被敌人的机枪子弹打中左腿，寄居养伤时为躲避搜山的敌人，即将愈合的左腿又被摔断。他凭着顽强毅力和惊人意志带伤一瘸一拐地追上了部队。后经医生检查，马宁的断骨虽已愈合，但未接正，左腿短了4厘米。二野六纵为他荣记特等功，并授予特级战斗英雄称号。随后马宁任二野12军教导团副团长、团长，军作战处副处长等职。
中华人民共和国建国后，马宁在医院疗伤期间读到苏联作家鲍里斯·波列伏依的小说《真正的人》，为书中以马列西耶夫为原型的无脚飞行员的事迹所感染，萌发了当飞行员的念头。恰逢空军到陆军招飞行员，马宁终于获准报名参加空军，进入空军第一航校学习。他以非凡的毅力克服左腿残疾带来的困难，勤学苦练飞行技术，在同期学员中第一个放了单飞。1951年底从航校毕业后马宁任空军第20师副师长、师长，驾驶轰炸机。1954年8月到1955年5月，马宁率部参加浙东沿海作战，配合陆、海军攻占了一江山、上下大陈等岛屿。1955年9月马宁被授予空军大校军衔。在部队战备训练中，他努力学习技术，经过长期的刻苦钻研、锻炼，成为四种气象的全天候飞行员和指挥员。1955年，荣获三级独立自由勋章，二级解放勋章。1959年后马宁任空一军副军长、军长。1964年晋升少将，时年42岁。1970年任兰州军区空军副司令员。
九一三事件后，要选能上天且与林彪集团没有瓜葛的人出任空军司令。1973年5月中央軍委宣布任命马宁为中国人民解放军空军司令员。马宁成为解放军第一位能驾机上天的空军司令员。当时空军领导机关大调整，除马宁被破格提拔为空军司令外，武汉军区空军司令员傅传作少将被破格提拔为空军政委。另外张廷发少将、成钧中将、邹炎、张积慧、曹里怀中将、邝任农中将、薛少卿少将为空军副司令员，高厚良少将、杜玉福为空军副政委。 
1977年4月，以华国锋、叶剑英为首的中共中央认为马宁与“四人帮”有牵连，对马宁撤职、隔离审查。张廷发接任空军司令员。1984年，马宁将军按副兵团职待遇离休。
2010年12月3日，马宁因病医治无效，在北京逝世，享年89岁。